# Detk
Detk község Heves vármegye Gyöngyösi járásában.

## Fekvése
Gyöngyöstől keletre fekszik, a Keleti-Mátraalján, a Mátrai Erőmű két lignitbányája között.
A közvetlenül határos települések: észak felől Domoszló, kelet felől Kápolna, délkelet felől Kompolt és Nagyút, dél-délnyugat felől Ludas, nyugat felől Halmajugra, északnyugat felől pedig Markaz. Északkelet felől Aldebrőhöz tartozó külterületekkel határos, de maga a település viszonylag távol esik tőle.

### Megközelítése
Főutcája a 2418-as út, ezen érhető el a 3-as főútról letérve, illetve Domoszló és a 2416-os út felől is. Halmajugrával a 24 146-os út köti össze, külterületeit érinti még a 2420-as út is.
Déli határszélét érinti a (Budapest–)Budapest–Sátoraljaújhely-vasútvonal, a legközelebbi vasúti csatlakozási lehetőséget a néhány kilométerre délre fekvő Ludas vasútállomás kínálja.

## Története

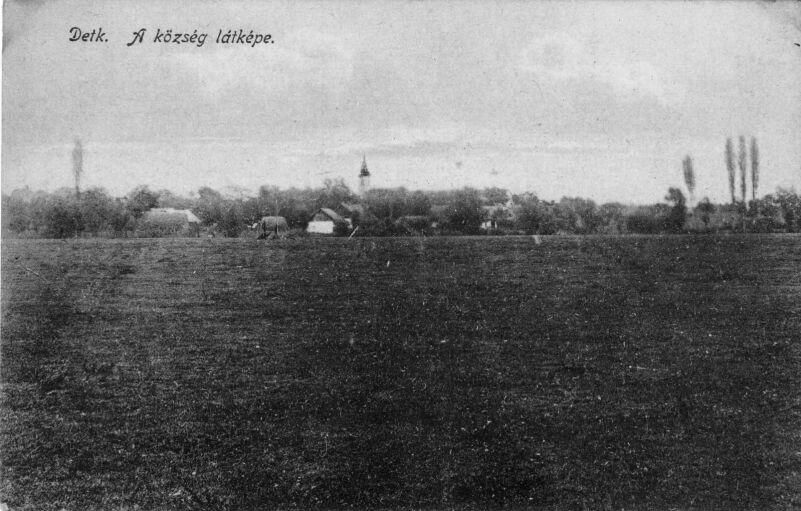
Detk egy régi képeslapon

Detk Árpád-kori település. Nevét 1291-ben már említette oklevél mint az Aba nemzetségbeli Kompolt fia, Péter birtokát, aki testvérével, Pállal, ebben az évben III. András királytól nyert megerősítő levelet. Detk később Pál utódainak birtokába került, majd Pál fia Imre fiai 1348-ban történt osztozkodáskor Egyházas-Detk II. Imrének, a Detky család ősének jutott.
A települést az 1332–1337-es pápai tizedjegyzékben is Detk néven tüntették fel, majd 1424-ben Kis-Detk néven írták, ekkor a nánai Kompolthiak birtoka volt, akik itteni birtokaikat az Ugraiakal cserélték el. 1438-ban, az igariak kihaltával Kisdetket ismét a nánai Kompolthi család tagjai kapták meg Hevesugrával s több más helységgel együtt. 1489-ben Kompolthi István leányának, Erzsébetnek fiai az alsólendvai Bánffy családból valók Lendvai Bánffy Miklós és Jakab léptek fel követeléseikkel az itteni Kompolthi-féle birtokokból. Az 1549–1552 közötti adóösszeírások Országh Kristóf birtokaként tüntették fel, ekkor 2 portája volt.
1693-ban birtokosa a Bossány család, 1741-ben pedig a Nyáry család volt. 1838-ban báró Brudern József örököseinek, gróf Esterházy, báró Orczy Lőrincz, továbbá a Goszthony családnak és Ulmann Lászlónak volt itt földesúri joga, majd Beökönyi Viktor, gróf Károlyi Mihály és Goszthony Géza örököseinek volt itt nagyobb birtokuk.
1910-ben 1754 magyar lakosa volt, melyből 1736 római katolikus volt.
A 20. század elején Heves vármegye Gyöngyösi járásához tartozott.

## Közélete

### Polgármesterei
- 1990–1994: Pelle Sándor (SZDSZ)[3]
- 1994–1998: Pelle Sándor (független)[4]
- 1998–2002: Pelle Sándor (független)[5]
- 2002–2006: Pelle Sándor (független)[6]
- 2006–2010: Pelle Sándor (független)[7]
- 2010–2014: Pelle Sándor (független)[8]
- 2014–2019: Pelle Sándor (független)[9]
- 2019–2024: Stefanovszki Tamás (független)[10]
- 2024– : Stefanovszki Tamás (független)[1]

## Népesség
A település népességének változása:
| Lakosok száma | 1166 | 1150 | 1165 | 1085 | 1083 | 1086 | 1126 |
|               | 2013 | 2014 | 2015 | 2021 | 2022 | 2023 | 2024 |

2001-ben a település lakosságának közel 100%-a magyar nemzetiségűnek vallotta magát.
A 2011-es népszámlálás során a lakosok 88,8%-a magyarnak, 0,2% németnek, 0,6% románnak, 0,3% ukránnak mondta magát (11,2% nem nyilatkozott; a kettős identitások miatt a végösszeg nagyobb lehet 100%-nál). A vallási megoszlás a következő volt: római katolikus 57,7%, református 5,8%, görögkatolikus 0,9%, felekezeten kívüli 8,6% (25,9% nem nyilatkozott).
2022-ben a lakosság 92,6%-a vallotta magát magyarnak, 0,6% cigánynak, 0,6% németnek, 0,5% románnak, 0,4% ukránnak, 0,1% ruszinnak, 1,9% egyéb, nem hazai nemzetiségűnek (7,2% nem nyilatkozott; a kettős identitások miatt a végösszeg nagyobb lehet 100%-nál). Vallásuk szerint 40% volt római katolikus, 5,2% református, 0,5% görög katolikus, 0,1% ortodox, 0,1% izraelita, 0,6% egyéb keresztény, 1,2% egyéb katolikus, 12,2% felekezeten kívüli (40,3% nem válaszolt).

## Nevezetességei

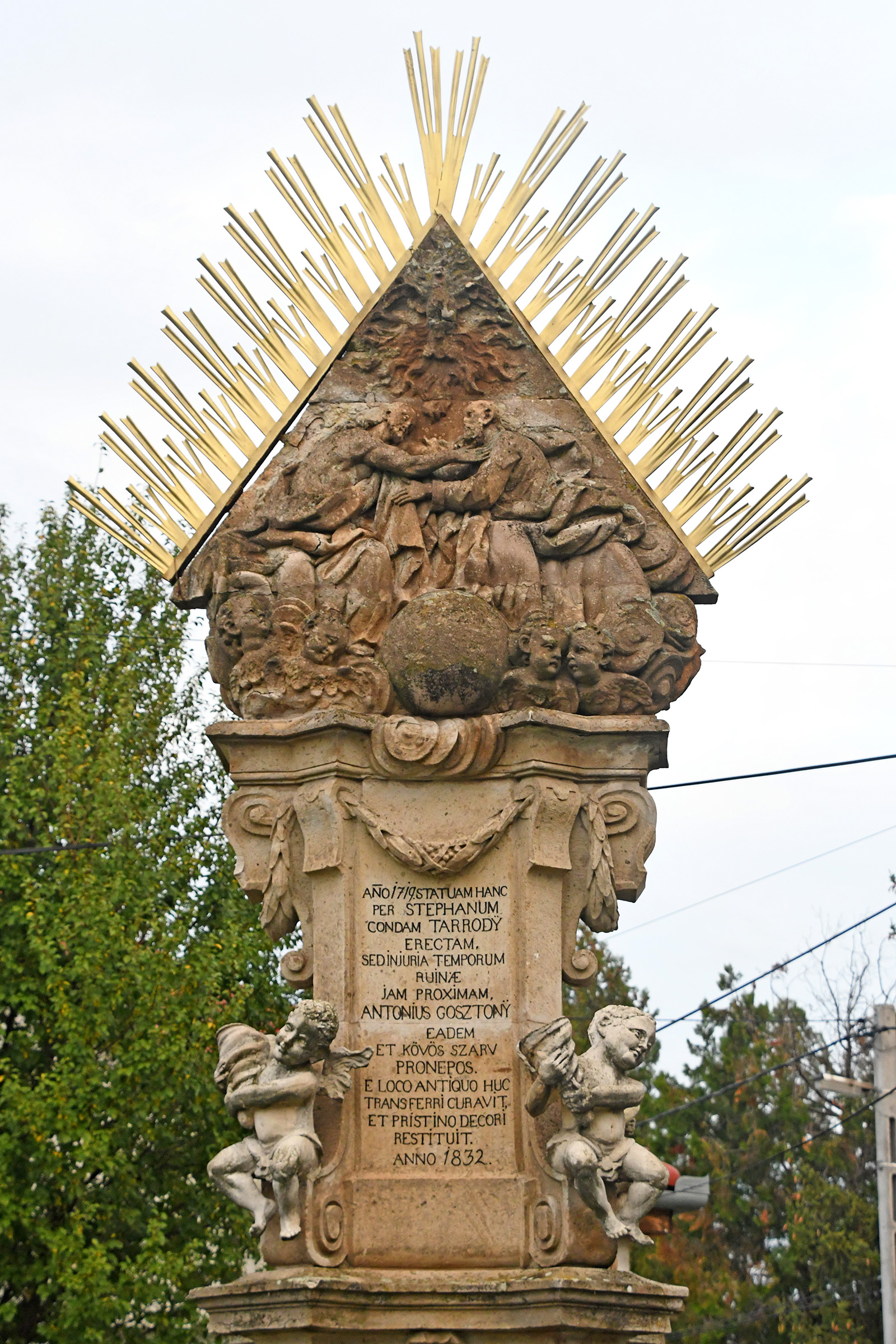
A Szentháromság-oszlop

- Római katolikus templom
- Tarródy-Gosztonyi-kastély
- Szentháromság-oszlop
- Régi községháza
- Petőfi-dombormű
- Világháborús emlékművek
- Petőfi-szobor
- Millenniumi emlékmű és emlékpark
- Régészeti múzeum